# Хотан
Хотан е град-оазис в Синдзян-уйгурски автономен регион, Китай. Населението му е 114 000 жители (2006 г.) Площта му е 85 кв. км. Бил е разположен на Пътя на коприната. Населен е от уйгури. Намира се в югозападния край на пустинята Такламакан. Средната годишна температура в града е около 13 градуса. Населението на административния район е 322 300 жители.